# Helyi rendészetek
Ez az írás települési, városi és önkormányzati rendészeteket/őrségeket taglalja, kezdetektől napjainkig. Ezeket a szervezeteket nem szabad összekeverni a Polgárőrséggel vagy a Rendőrséggel, ugyanakkor tisztázni kell a különbségeket és a hasonlóságokat. Helyi rendőrségek Magyarországon régen is voltak, sőt 1920-ig a csak önkormányzati fenntartású helyi rendőrségek léteztek, országosan egységes rendvédelmi szerv a Magyar Királyi Csendőrség, a Magyar Királyi Pénzügyőrség és a Magyar Királyi Vámőrség voltak. 1920-ban alakult meg a Magyar Királyi Rendőrség. Polgárőr és polgári természetőr bármely 18 életévét betöltött, cselekvőképes Magyar állampolgár lehet, aki vállalja, szabadidejében, díjazás nélkül teljesíti a szolgálatait, ám ők csak állampolgári jogokkal rendelkeznek, viszont szolgálatban formaruha viselésére jogosult, közfeladatot ellátó személyek.

## Településőrség
A településőrség program célja a büntetlen előéletű, munkanélküli magyar állampolgárok munkához segítése, oly módon, hogy a település védelme érdekében, együttműködve a rendőrséggel, a bűnözést visszaszorítsák. A településőrök állampolgári jogkörrel rendelkeznek, bűncselekmény esetén a rendőrséget kell azonnal értesíteniük, és a bűncselekmény körülményeiről a legpontosabb tanúvallomást adniuk. Az önkormányzat anyagi helyzetétől függően teljes vagy részmunkaidőben alkalmazták őket. A polgárőrökkel ellentétben ők fizetést kaptak és meghatározott óraszámot le kellett dolgozniuk. A településőrségek nem voltak hosszú életűek, ugyanakkor a néhány éves fennállásuk alatt a településőrök rengeteg bűncselekményt akadályoztak meg és a Rendőrségnek nagy segítséget adtak a bűnelkövetők elfogásában. A településőröket közvetlenül az önkormányzat irányította.

## Vasútőrség
A MÁV vonatain eleinte csendőrök teljesítettek szolgálatot, az állomásokat pedig a bakterek felügyelték, a Második Világháború után pedig polgári fegyveres őrök és vasúti rendészek vigyáztak a rendre. Napjainkban a Vasútőrséget személy- és vagyonőrök illetve fegyveres biztonsági őrök alkotják. Feladatuk a tehervonatok kísérése és szállítmányok védelme, a személyvonatokon és az állomásokon a rend fenntartása, szemetelés és rongálás, menetjegy nélküli utazás megakadályozása, a vasúti műtárgyak védelme és a vasútforgalom biztosítása. A vasúti átkelőhelyeken a jelzőberendezés hibája esetén jelzőőri feladatokat látnak el.

## Mezei Őrszolgálat
A mezőőröknek mindig is nagy szerepük volt a termőföldek, termények, haszonállatok, erdők és halastavak védelmében. Eleinte csőszök és kerülők látták el ezeket a feladatokat, majd 1840. évi IX. törvénycikk által állították fel a Mezei Rendőrséget, ezután az 1894. évi XII. törvénycikk jogkörét kibővítette, és átnevezte Mezőrendőrségnek. A mezőrendőr hivatalos személy volt. A Második Világháború után a szervezetet megint átnevezték ezúttal Mezőőrségnek, a 2/1956. (I. 26.) MT rendelet, a 19/1968. (V. 21.) kormányrendelet, a 36/1968 (IX. 26.) MÉM rendelet, és a 25/1980. (VI. 27.) MT rendelet szabályozta a tevékenységüket. Régebben forgótáras pisztolyokat viseltek, napjainkban sörétes puskát, gumibotot, tonfát, bilincset és könnygázszóró palackot használhatnak. Formaruhájuk zöld színű. A szabálysértésen vagy bűncselekményen tetten ért személyt a Rendőrség megérkezéséig visszatarthatják vagy előállíthatják a Rendőrségre. Rendszerváltás után a Mezőőrségben változásokat alkalmaznak, utódai a mezei őrszolgálatok és a hegyőrségek lesznek. A hegyőrségek nem voltak hosszú életűek, mezei őrszolgálattá alakultak, vagy megszűntek. Az 1997. évi CLIX. törvény, a 2012. évi CXX. törvény, a 29/1998. (IV. 30.) FM rendelet, és a 64/2009. (V. 22.) FVM-PM együttes rendelet szabályozza a mezei őrszolgálatok működését, ezek a jogszabályok már csak lehetőséget adnak az önkormányzatok kezébe a mezőőrök alkalmazására, nem pedig kötelezően előírják Mezőőrség/ Mezőrendőrség felállítását, ahogy régebbi jogszabályok tették, ezért kevesebb a mezőőr mint régebben volt. A mezőőr közfeladatot ellátó személy, szolgálatban intézkedésre és fegyverviselésre jogosult.

## Városőrség és Kerületőrség
A Városőrséget leginkább tehetősebb nagyobb városok hozzák létre (Budapest kerületeiben kerületőrségnek nevezik) a bűncselekmények és a szabálysértések megakadályozása végett. A városőrök személy- és vagyonőrök (biztonsági őrök), akik a személy- és vagyonvédelemről szóló 2005. évi CXXXIII. törvény alapján látnak el szolgálatot, e törvény szerint gumibotot és gázsprayt viselhetnek, és jogos védelmi helyzetben használhatják ezeket. Bár a törvény szerint a személy- és vagyonőrök maroklőfegyvert is viselhetnek és használhatnak, de maroklőfegyver viselése nem indokolt a feladatuk ellátása során, ezért a városőrök nem viselnek. A személy- és vagyonőrök pénz- és értékszállítási illetve bankőrzési feladat ellátása során viselnek lőfegyvert, és az évek során sokszor használniuk is kellett az élet- és vagyonbiztonság megőrzése érdekében.  A városőrök a bűncselekményen és szabálysértésen tetten ért személyt visszatarthatják a rendőrség kiérkezéséig, gyalogátkelőhelyeken jelzőőri feladatot is elláthatnak. Az önkormányzatok személy- és vagyonvédelemmel foglalkozó vállalatot megbízhatnak a településük védelmével, vagy közvetlenül ők hozhatnak létre ilyen testületeket, de nem ritka, hogy önkormányzati rendészetek osztályán vagy csoportján belül van a városőrség. A városőrök parkolási ellenőr feladatot is elláthatnak. Gépjárműveiken borostyán sárga figyelmeztető jelzés használható. A parkolási díj ellenőrzési és pótdíjazási lehetőségeket az 1988. évi I. törvény mondja ki.

## Közterület- felügyelet
A Fővárosi Közterület- Felügyeletet a 3/1983. (I. 29.) MT rendelet alapján hozták létre, a vidéki közterület- felügyeleteket pedig a 16/1984. (III. 18.) MT rendelet alapján. A közterület- felügyelők feladata a közterületek rendjének és tisztaságának megőrzése. Kezdetekben a rendőrökhöz hasonló szürke egyenruhát viseltek, de kényszerítőeszközt nem használhattak. A közterület-felügyelői intézkedések végrehajtásának módjáról és eszközeiről szóló 43/1999. (XI. 26.) BM rendelet valamint a közterület- felügyeletről szóló 1999. évi LXIII. törvény szabályozza mai napig a működésüket. Könnygázszóró palackot használhatnak, egyenruhájuk változott, a rendőrökhöz hasonló kék színű lett, a kerékbilincselő állománynak kék vagy fekete gyakorló ruházat lett rendszeresítve Ez a törvény mondja ki közterület- felügyeletek létrehozásának feltételét, a közterület- felügyelők jog- és hatáskörét, és megállapítja mik a feltételek, hogy valaki közterület- felügyelő lehessen. A közterület- felügyelők többek között az önkormányzati rendeletek, a piaci árusítás, a KRESZ szabályok betartásáért, a szabálysértések és bűncselekmények megakadályozásáért felelnek, helyszíni bírságot alkalmazhatnak, ebrendészeti feladatokat látnak el. A szabálytalanul várakozó vagy a parkolási díjat meg nem fizetett gépjárművet elszállíttathatják vagy kerékbilincset helyezhetnek rá. Közterület- felügyeletet az Önkormányzat hozhat létre. A közterület- felügyelő köztisztviselő és intézkedésre jogosult hivatalos személy. A közterület- felügyelők jogkörét a 2012. évi CXX. törvény bővítette, ennek hatályba lépésétől a közterület- felügyelők már nem csak könnygázszóró palackot használhatnak, hanem gumibotot, tonfát és bilincset is. A szabálysértésen vagy bűncselekményen tetten ért személyt már nem csak visszatarthatják a Rendőrség kiérkezéséig, hanem előállíthatják a Rendőrségre. A közterület- felügyelők gépjárművén borostyán sárga figyelmeztető jelzés elhelyezhető. Képzésüket eleinte az önkormányzatok szervezték, később a Rendőrséggel együtt hajtották végre, napjainkban pedig Technikumokban képzik őket.

## Önkormányzati Rendészetek
Önkormányzati rendészeteket az önkormányzatok hozhatnak létre a 2012. évi CXX. törvény alapján. Az önkormányzati rendészetek tagjai lehetnek közterület- felügyelők, mezőőrök, önkormányzati természetvédelmi őrök, halőrök, segédfelügyelők és személy- és vagyonőrök. A segédfelügyelő könnygázszóró palackot és gumibotot viselhet és használhat, önállóan csak a parkolási díjkötelezettséget ellenőrizheti, ezen kívül önálló intézkedési jogköre nincs. A legelső önkormányzati rendészet a Miskolci Önkormányzati Rendészet (MIÖR), 2013.04.01.-én hozták létre, a legnagyobb önkormányzati rendészet a Fővárosi Önkormányzati Rendészeti Igazgatóság (FÖRI). Az önkormányzati rendészetek az önkormányzatnak vannak alárendelve. Az önkormányzati rendészeteket általában egy igazgató vezeti, alatta vannak a különböző osztályvezetők, alattuk a csoportvezetők, alattuk a szolgálatvezetők. Osztályok lehetnek: térfelügyeleti osztály, járőrszolgálati osztály, gazdasági osztály, ügykezelői osztály, gazdasági osztály, stb. Mindegyik osztályon belül lehetnek különböző csoportok, például: járőr osztályon belül lehet, körzeti rendészeti csoport, forgalombiztosítási csoport, hatósági ellenőrzési csoport, természetvédelmi csoport, köztisztasági csoport, stb. Néhány önkormányzati rendészeten, az egyenruha bal karján a karjelvény alatt viselendő beosztást megjelölő beosztásjelzések kerültek bevezetésre. Vezetőképzés a Nemzeti Közszolgálati Egyetem Magánbiztonsági és Önkormányzati Rendészeti Tanszékén zajlik.

## Iparőrség és Polgári Fegyveres Őrség
A Belügyminisztériumhoz tartozó Polgári Fegyveres Őrséget 1953-ban hozták létre, BM Iparőrség néven. A fegyveres testületnek a feladata volt a bányák, gyárak, finomítók, raktárak, erőművek, fűtőművek, ivóvízhálózat, gabonaraktárak, fegyver- és lőszerraktárak, szállítmányok fegyveres védelme, a védett területen belül a közlekedési szabályok betartatása. Büntetlen előéletű, katonaviselt férfiak lehettek a testület tagja, kezdetben a Honvédségnél rendszeresített barna egyenruhát viselték, vörös alapszínű, barna szegélyű váll-lappal, később az egyenruha fekete színű lett, a rendfokozatukat pedig rózsaszín alapszínű váll-lapon viselték. Felszerelésükhöz tartozott a géppisztoly, vegyvédelmi felszerelés, rohamsisak, kézigránátok, tiszteknél pedig 48 mintájú pisztoly.1964-ben szervezték át a testületet ekkor kapta a Polgári Fegyveres Őrség nevet. Kibővült a feladatuk, a Posta, a Vasút, a pénz- és értékszállítmányok, a Kincstár, a távközlési berendezések, a Rádió, a TV, lokátorok, vegyi- és robbanásveszélyes anyagok, műkincsek, múzeumok védelme is e fegyveres testületre hárult. Kiadták a működési és szolgálati szabályzatukat, ami pontosan leírja az egyenruhák fajtáit és viselési módját, a feladatok végrehajtásának módját, szabályozza a fegyverhasználatot és a kényszerítőeszköz használatot. Az egyenruhájuk a Rendőrségnél rendszeresített kék egyenruha lesz, a Polgári Fegyveres Őrség sapkarózsájával, fegyvernemi jelzésével és rózsaszín váll-lapjával. A PPS-41 mintájú géppisztolyokat lecserélik, helyettük Magyarországon gyártott AK-55, később AMD-65 mintájú gépkarabélyokat, PA-63 mintájú pisztolyt, könnyfakasztó eszközt, gumibotot és bilincset kapnak.1976-ban Miniszteri Tanácsi Rendelet születik, és 1977-ban kiadják a második működési és szolgálati szabályzatukat, sokkal részletesebb szabályozással, és a rendfokozatokat lecserélik beosztási jelzésekre. Egyenruhájuk a Rendőrségnél rendszeresített szürke egyenruhák lesznek, Polgári Fegyveres Őrség sapkarózsájával, fegyvernemi jelzésével és piros váll-lappal. Rendszerváltás után Polgári Fegyveres Őrséget teljesen átszervezik, a Belügyminisztérium közvetlen irányítása alól kikerül, utódja a fegyveres biztonsági őrségek lesznek, sok őrség megszűnik. A polgári fegyveres őr hivatalos személy volt.

## Fegyveres Biztonsági Őrség
A fegyveres biztonsági őrségeket a fegyveres biztonsági őrségről szóló 1997. évi CLIX. törvény, és a 27/1998. (VI. 10.) BM rendelet szabályozza. Fegyveres biztonsági őrséggel kell védeni az állam működése, illetőleg a lakosság ellátása szempontjából kiemelkedően fontos tevékenységet, létesítményt, szállítmányt melyek körét a 24/1997. (III. 26.) BM rendelet szabályozza, többek között a Paksi Atomerőmű, a Magyar Nemzeti Bank, a Liszt Ferenc Nemzetközi Repülőtér, a Magyar Nemzeti Múzeum, a közszolgálati tv és rádió, stb. A Rendőrségnél és a Büntetés- Végrehajtásnál szolgálatot teljesítő fegyveres biztonsági őrök fogvatartottak és őrizetesek őrzését és szállítását is ellátják, határvédelemi feladatokat is végeznek. Őrségenként a felszerelésük és formaruházatuk eltérő, a legtöbb őrségnél a bal karon a karjelvény alatt beosztásjelzéseket használnak a ruházaton elhelyezve. A fegyveres biztonsági őr közfeladatot ellátó személy, szolgálatban intézkedésre és fegyverviselésre jogosult. A fegyveres biztonsági őr gumibotot, tonfát, elektromos sokkolót, maroklőfegyvert, géppisztolyt, gépkarabélyt, bilincset és könnygázszóró eszközt használhat.  Őrparancsnoki beosztáshoz szükséges az érettségi, őrségparancsnokok pedig a Nemzeti Közszolgálati Egyetem Magánbiztonsági és Önkormányzati Rendészeti Tanszékén vagy Biztonsági Szervező szakán tanulnak.  A fegyveres biztonsági őröket nem szabad összekeverni azokkal a személy- és vagyonőrökkel, akik fegyvert viselnek, ugyanis a személy- és vagyonőrök a 2005. évi CXXXIII. törvény alapján végzik feladataikat és az intézkedési jogosultságuk is csekélyebb a fegyveres biztonsági őrökénél.

## Természetvédelmi Őrszolgálat
Természetvédelmi Őrszolgálat célja a természeti értékek és területek, tájak, valamint azok természeti rendszereinek, biológiai sokféleségének általános védelme, megismerésének és fenntartható használatának elősegítése. A természetvédelmi őrök a természet védelméről szóló 1996. évi LIII. törvény, a természetvédelmi őrökre, illetve őrszolgálatokra vonatkozó részletes szabályokról szóló 4/2000. (I. 21.) Kormányrendelet, a Természetvédelmi Őrszolgálat Szolgálati Szabályzatáról szóló 9/2000. (V. 19.) KöM rendelet, az érzékeny természeti területekre vonatkozó szabályokról szóló 2/2002. (I. 23.) KöM-FVM együttes rendelet, az 1997. évi CLIX. törvény, és a 2012. évi CXX. törvény alapján látják el szolgálataikat. Tonfát, gumibotot, könnygázszóró eszközt, bilincset és maroklőfegyvert használhatnak, helyszíni bírságot szabhatnak ki. Szabálysértésen vagy bűncselekményen tetten ért személyt visszatarthatják a Rendőrség megérkezéséig, vagy előállíthatják a Rendőrségre. Ellenőrzik a halászatot, a vadászatot, a fakitermelést, megakadályozzák a védett növények, állatok és természeti értékek károsítását, betarttatják a tűzgyújtás szabályait. A Természetvédelmi Őrszolgálat a Nemzeti Parkoknak vannak alárendelve, de az önkormányzatok saját hatáskörbe létrehozhatnak önkormányzati természetvédelmi szolgálatot, ezek a szervezetek önkormányzatoknak vannak alárendelve. Az önkormányzati természetvédelmi őrök önkormányzati rendészeten belül is lehetnek. Ruházatuk zöld színű, ruházatukon a szervezeti hovatartozást jelző karjelvényüket és beosztási jelzésüket viselik. A természetvédelem Magyarországon az 1800-as évektől kapott jelentősebb szerepet, de csak 1972-ben hozták létre a legelső Nemzeti Parkunkat, a Hortobágyi Nemzeti Parkot, a természetvédelemről pedig jelentősebb jogszabály csak 1982-ben született. A természetvédelmi őrök egyetemi, főiskolai, vagy technikumi végzettséggel rendelkeznek. A természetvédelmi őr köztisztviselő és hivatalos személy, szolgálatban intézkedésre és lőfegyverviselésre jogosult.

## Galéria

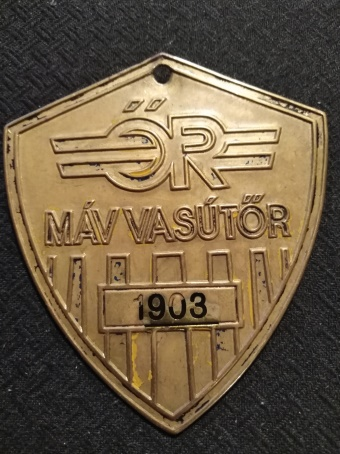
Vasútőr jelvény (régi)
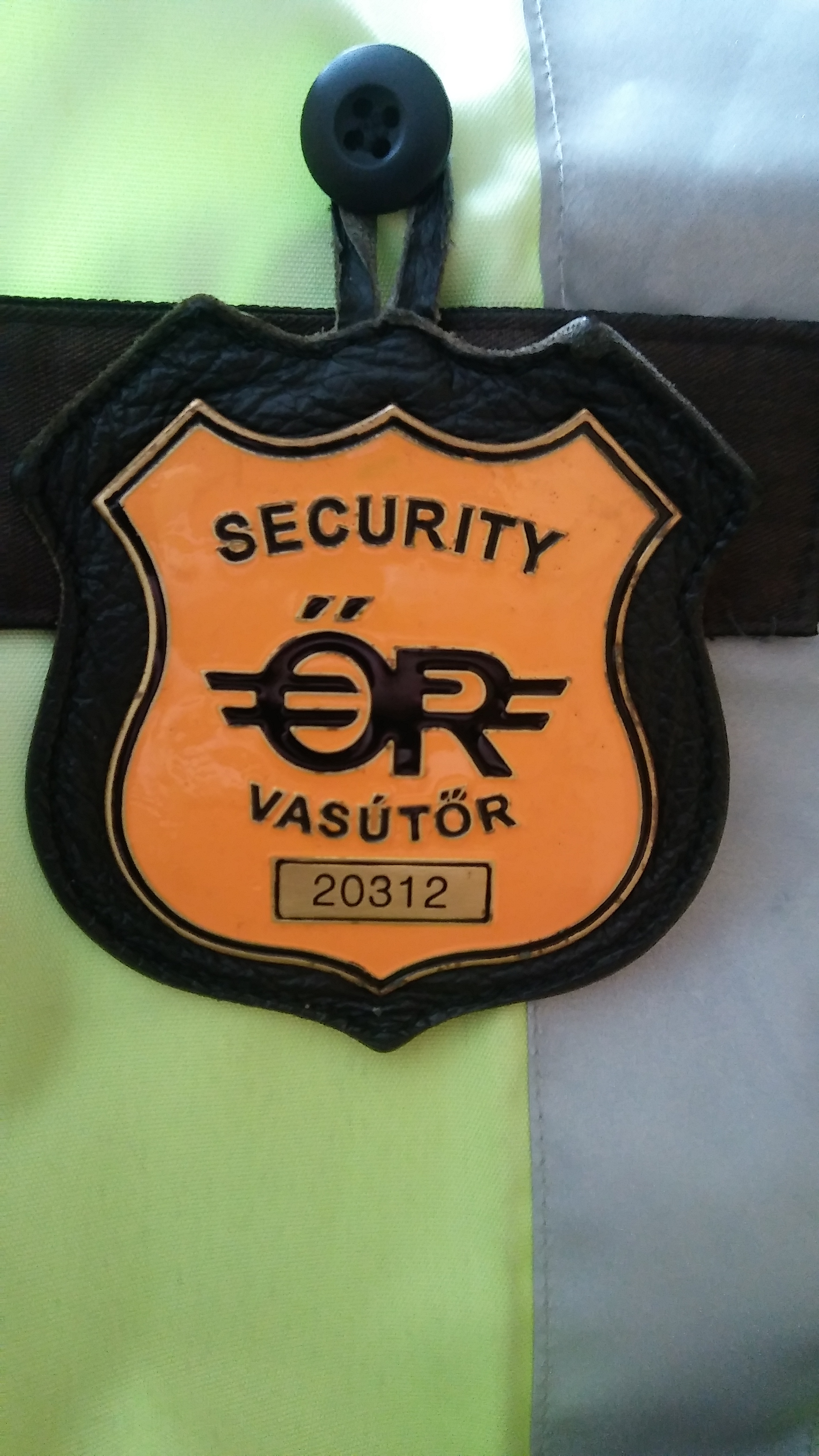
Vasútőr jelvény (új)
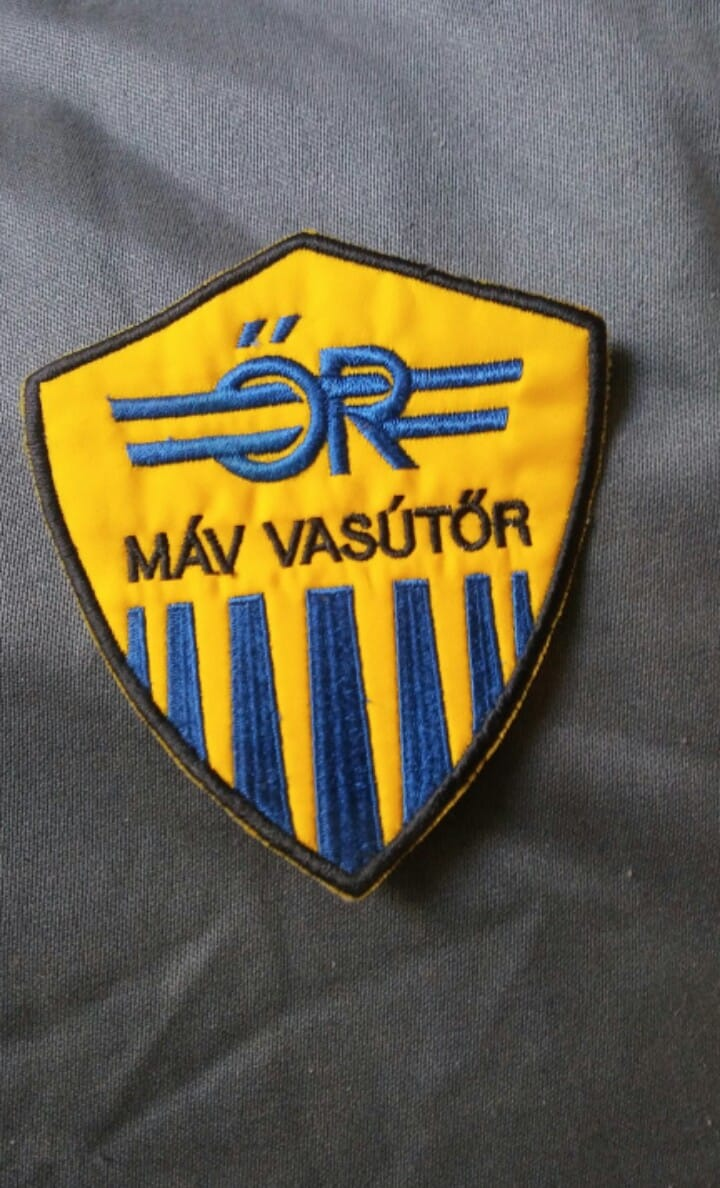
Vasútőrség karjelvénye